# Berglunds begravningar
Berglunds begravningar är en svensk TV-serie i fyra avsnitt från 2003.

## Avsnitt
| Avsnitt | Regi              | Manus                                                                             | Producent        |
| ------- | ----------------- | --------------------------------------------------------------------------------- | ---------------- |
| 1       | Hanna Andersson   | Karin Arrhenius, Lotta Lättström, Alexander Skantze, Janne Widmark                | Erica Jensen     |
| 2       | Daniel Wallentin  | Karin Arrhenius, Lotta Lättström, Alexander Skantze                               | Eiffel Mattsson  |
| 3       | Goran Kapetanovic | Karin Arrhenius, Lotta Lättström, Alexander Skantze                               | Fredrik Wikström |
| 4       | Jonas Embring     | Karin Arrhenius, Lasse Lindh, Frida Lindqvist, Lotta Lättström, Alexander Skantze | Osiel Ibañez     |

## Rollista
- Angela Kovacs – Julia
- Jarmo Mäkinen – Heikki
- Björn Frövenholt – Svante
- Per Sandberg – prästen
- Andreas Kundler – Daniel